# Pérola d'Oeste
Pérola d'Oeste é um município brasileiro do estado do Paraná. Sua população estimada em 2004 era de 6.718 habitantes e em 2010 de 6.764. 
O município de Pérola D’Oeste foi criado através da Lei Estadual n° 4.348, de 11 de abril de 1961 e instalado em 27 de novembro do mesmo ano, sendo desmembrado do município de Capanema.